# 국민사형투표
《국민사형투표》는 2023년 8월 10일부터 2023년 11월 16일까지 방송되었던 SBS 목요 드라마였다.

## 기획 의도
악질범들을 대상으로 국민사형투표를 진행하고 사형을 집행하는 정체 미상 개탈을 추적하는 이야기를 그린 국민 참여 심판극

## 제작진

### 제작사
- 팬엔터테인먼트
- 스튜디오S

### 제작
- 한정환
- 김희열
- 박상현

### 극본
- 조윤영 : SBS 주말 특별 기획 드라마 《마지막 춤은 나와 함께》(집필), SBS 주말 특별 기획 드라마 《해변으로 가요》(공동 집필), MBC 수목 드라마 《신데렐라맨》(집필), SBS 월화 드라마 《달의 연인 - 보보경심 려》(집필) 집필

### 연출
- 박신우 : 영화 《백야행》, OCN 《트랩》 (연출) 연출

## 등장인물
- (†) 표시는 드라마 상에서 최종적으로 사망한 인물이다.

### 주요인물
- 박해진 : 김무찬 (30대 중반, 남) 역 - "정의는, 게임의 규칙을 공평하게 만드는 것." 남부청 광수대 소속 팀장. 달리 말하면 남부청 공식 개새, 일명 싹쓰리. 사건 좀 된다 싶으면 모조리 자기 걸로 만드는 특진의 달인.

- 박성웅 : 권석주 (40대 초반, 남) 역 - "정의를 위해 분노할 줄 모르는 인간을 과연 인간이라 부를 수 있는가?" 한때 대한민국의 가장 이름 난 법학자, 청낭교도소 장기복역수, 국민사형투표 설계자인 진짜 개탈.

- 임지연 : 주현 (20대 후반, 여) 역 - "과연 인간은 인간을 심판할 수 있을까?" 본청 사이버수사국 5년차 경위.

### 무찬 주변 인물
- 신정근 : 최진수 (50대, 남) 역 - 무찬의 동료, 강력계에서만 20년을 구른 베테랑 경위.

- 고건한 : 김조단 (20대, 남) 역 - 본청 사이버수사국 경위, 주현의 유일한 편.

- 오하늬 : 강윤지 (20대, 여) 역 - 남부청 광수대 소속 경장, 무찬의 좌청룡.

- 권도형 : 반상재 (30대, 남) 역 - 남부청 광수대 소속 경사, 무찬의 우백호.

### 석주 주변 인물
- 김유미 : 민지영 (40대 초반, 여) 역 - "정의는 권력에서 나온다" 부패한 국회의원, 국민사형투표를 악용하려는 인물.

- 김권/ 최현진 : 이민수/이윤성 (20대 중반, 남) 역 (†) - “정의에는 수많은 갈래가 있고, 세상 모두가 인정하는 정의란 不在(부재)하다.” 서래고등학교 사회과 교사, 지영의 아들. 8년 전 석주의 딸을 죽인 진짜 진범, 개탈 카피캣(모방범).

- 차래형 : 박철민 (30대, 남) 역 (†) - 청낭교도소 교도관, 개탈 3호.

### 주현 주변 인물
- 최유화 : 채도희 (30대 초반, 여) 역 - "인간을 지은 건 신이지만, 인간의 악을 재단하는 건 인간이야." SBNS 기자 출신. 와이드쇼 진행자.

- 권아름 : 주민 (19세, 여) 역 - 주현의 동생, 서래고등학교 3학년. 롤모델은 기자출신 앵커 채도희인 기자 지망생.

- 서영주 : 김지훈 (19세, 남) 역 (†) - 서래고등학교 3학년, 민의 같은 반 친구. 8년 전 석주에게 입양될 뻔한 아이. 개탈 1호.

- 오지혜 : 양혜진 (60대, 여) 역 - 새현병원 내과 페이닥터, 지훈의 할머니. 개탈 2호.

### 기타 주변 인물
- 이완 : 정진욱 역 (†) - 개탈 용의자, 육군 특전사 출신. 개탈 4호.
- 이시훈 : 고동규 역 - 잡범 출신의 택시기사. 배신한 개탈 5호.
- 공도은 : 혜미 역 - 서래고등학교 3학년, 민과 지훈의 같은 반 친구.
- 채리은 : 김 비서/홍수민 역 (†) - 지영의 비서.

### 대상 범죄자
- 김민식 : 배기철 역 (†) - 성폭행 사건 가해자, 국민사형투표 1번째 대상자.
- 정해나 : 엄은경 역 (†) - 아동학대 사건 가해자, 국민사형투표 2번째 대상자.
- 정헌 : 오정호/오종수 역 (†) - 육군 대위 출신, 새현병원 의사. 국민사형투표 3번째 대상자.
- 임동진 : 방춘식 역 (†) - 부동산 다단계 사기꾼. 국민사형투표 5번째 대상자.

### 특별 출연
- 강혜린 : 권나래 역 (†) - 석주의 딸, 8년 전 납치 살인사건 피해자.
- 안영훈 : 변우택 역 (†) - 8년 전 납치 살인사건의 공범.
- 카슨 : 옐레나 역 (†) - 죽은 기철의 아내, 러시아 출신. 장례식장에서 시체로 발견 됨.
- 정수현: 우강우 역 - 서래고등학교 일진.
- 박완규
- 정웅인 : 강지석 의원 역 (12회) - 권석주의 국선 변호사 출신.
- 홍종현 : 의문의 남자 역 (12회) - 민지영과 결탁하는 인물.
- 지이수 (12회)

## 시청률
최저 시청률과 최고 시청률은 시청률 조사회사와 지역별로 시청률에 차이가 있을 수 있습니다.
| 2023년 | 2023년    | 2023년     | 2023년     |
| 회차   | 방송일    | AGB 시청률 | AGB 시청률 |
| 회차   | 방송일    | (전국)     | 수도권     |
| ------ | --------- | ---------- | ---------- |
| 제1회  | 8월 10일  | 4.1%       | 4.1%       |
| 제2회  | 8월 17일  | 3.8%       | 3.9%       |
| 제3회  | 8월 24일  | 4.1%       | 4.0%       |
| 제4회  | 8월 31일  | 4.1%       | 4.3%       |
| 제5회  | 9월 7일   | 3.4%       | 3.1%       |
| 제6회  | 9월 14일  | 4.1%       | 4.4%       |
| 제7회  | 9월 21일  | 3.1%       | 3.0%       |
| 제8회  | 10월 12일 | 2.8%       | 3.2%       |
| 제9회  | 10월 19일 | 2.7%       | 3.0%       |
| 제10회 | 10월 26일 | 3.2%       | 3.2%       |
| 제11회 | 11월 9일  | 3.3%       | 3.7%       |
| 제12회 | 11월 16일 | 3.1%       | 2.9%       |

## 결방 사유 및 편성 변경
- 2023년 8월 10일 : 《SBS 뉴스특보 - 태풍 카눈》 편성으로 인한 밤 10시 10분으로 편성 변경. (당초 2회 연속방송으로 예정되어 있었으나, 긴급 변경되어 1회만 방영)
- 2023년 9월 21일 : 《2022 항저우 아시안게임 - 남자축구 조별리그 2차전 <대한민국 VS 태국>》 중계방송 편성으로 인하여 밤 10시 30분으로 편성 변경. (7회)
- 2023년 9월 28일 ~ 10월 5일 : 《2022 항저우 아시안게임》 중계방송 및 추석특집 프로그램 편성으로 인한 결방.
- 2023년 11월 2일 : 2023 KBO 포스트시즌 중계방송으로 인한 결방.

## 수상
- 2023년 SBS 연기대상 여자 신인상 (권아름)
- 2023년 SBS 연기대상 남자 청소년 연기상 (최현진)
- 2023년 SBS 연기대상 미니시리즈 장르&액션 부문 남자 최우수 연기상 (박성웅)

## OST
- Part.1 1Kyne, 지셀(Jiselle) - ON FIRE (2023.08.31 발매)
- Part.2 수퍼비 (SUPERBEE), 지젤 (Jiselle) - ON FIRE (Feat.1Kyne) (2023.09.14 발매)
- Part.3 Aalia (알리아) - Blue (2023.09.21 발매)

## 같이 보기
- 대한민국의 텔레비전 드라마 목록 (ㄱ)
- 2023년 대한민국의 텔레비전 드라마 목록